# Efekt cytopatyczny
Efekt cytopatyczny, CPE (ang. cytopathic effect) - zespół zmian morfologicznych i degeneracyjnych, występujących w komórkach pod wpływem replikacji wirusa. Jest on następstwem zahamowania transkrypcji RNA oraz syntezy białek gospodarza, jak również toksycznego wpływu białek wirusa.
| Nazwa wirusa                                        | Efekt cytopatyczny                                                                               |
| --------------------------------------------------- | ------------------------------------------------------------------------------------------------ |
| Wirus polio (Enterovirus)                           | Śmierć komórki nerwowej, kwasochłonne ciałka inkluzyjne Cowdry'ego typu B                        |
| HPV (Papillomaviridae)                              | Atypowe komórki - koilocyty w rozmazie papanicolau                                               |
| HSV (Herpesviridae)                                 | Ciałka Tzancka (wielojądrowe duże komórki), ciałka Cowdry'ego A (wtręty wewnątrzjądrowe)         |
| Papovavirus (Papovaviridae)                         | Kwasochłonne jądrowe ciała inkluzyjne                                                            |
| Wirus ospy prawdziwej, wirus krowianki (Poxviridae) | Ciałka Guarnieriego zwane inkluzjami typu B (kwasochłonne cytoplazmatyczne ciałka inkuzyjne)     |
| Adenovirus (Mastadenovirus)                         | Zasadochłonne jądrowe ciała inkluzyjne Cowdry'ego typu B                                         |
| Wirus wścieklizny (Rhabdoviridae)                   | Kwasochłonne cytoplazmatyczne ciała inkluzyjne (ciałka Negriego)                                 |
| Cytomegalovirus                                     | Kwasochłonne jądrowe i cytoplazmatyczne ciała inkluzyjne ("sowie oczy")                          |
| Wirus odry (Morbilivirus)                           | Ciałka inkluzyjne związane z encefalopatią (MIBE)                                                |
| Wirus świnki (Paramyxoviridae)                      | Komórki Warthina ‐ Finkeldeya                                                                    |
| RSV (Paramyxoviridae)                               | Syncytia komórkowe                                                                               |
| SV40, wirus KV, wirus JC (Poliomaviridae)           | Transformacja nowotworowa oligodendrocytu (duże inkluzje jądrowe i cytoplazmatyczne Cowdry'ego)  |
| Wirus żółtej febry (Flavivirus)                     | Ciałka Councilmana, ciałka Torresa                                                               |
| Wirus choroby Borna (Filoviridae)                   | komórki neuronów lub gleju - mnogie eozynofilowe wewnątrzjądrowe ciałka inkluzyjne Joest-Degen'a |
| HIV (Lentivirus)                                    | Śmierć komórek Th CD4+                                                                           |
| Ebstein-Barr virus (Herpesviridae)                  | Atypowe limfocyty (limfocyty Tc CD8+)                                                            |